# 広義
| ウィキペディアには「広義」という見出しの百科事典記事はありません（タイトルに「広義」を含むページの一覧/「広義」で始まるページの一覧）。 代わりにウィクショナリーのページ「広義」が役に立つかもしれません。 |